# Česko-estonský klub
Česko-estonský klub (používá též estonského označení Tšehhi-Eesti Klubi a odpovídajících zkratek ČEK, TEK a ČEK-TEK) je české občanské sdružení usilující o pěstování kontaktů mezi českou a estonskou kulturou, o propagaci Estonska a estonské kultury v Česku a o podporu krajanské činnosti Estonců pobývajících v Česku.
Klub byl založen v únoru 1991 na popud překladatele estonské literatury Vladimíra Macury, po jehož smrti vstřebal zbytky jím založeného Baltského svazu. Prvním předsedou klubu se stal Antonín Drábek, v roce 2002 jej pak vystřídala Iivi Zájedová. Současným[kdy?] předsedou je od roku 2004 Milan M. Horák.